# Grazer Gruppe
Als Grazer Gruppe bezeichnet man eine lockere Verbindung österreichischer Autoren, die sich ab den 1960er Jahren in der steirischen Landeshauptstadt Graz rund um das Forum Stadtpark und die Zeitschrift manuskripte gebildet hat. Der Begriff wurde erstmals von Herausgeber Alfred Kolleritsch im Heft 18 (1966) in einer Vorschau auf das nächste Heft verwendet und umfasste zu diesem Zeitpunkt: Wolfgang Bauer, Gunter Falk, Barbara Frischmuth, Peter Handke, Wilhelm Hengstler, Klaus Hoffer und Alfred Kolleritsch.
Dazu kamen in den folgenden Jahren Helmut Eisendle, Reinhard P. Gruber, Bernhard Hüttenegger, Elfriede Jelinek, Gert Jonke, Gerhard Roth, Harald Sommer, Michael Scharang und Alfred Paul Schmidt.
Einer neuen Generation zuzurechnen sind ab den 1980er Jahren Lucas Cejpek, Günter Eichberger, Wolf-Dieter Eigner, Max Gad, Walter Grond, Werner Schwab und Franz Weinzettl.
Zum Umfeld der Grazer Gruppe zählen Franz Buchrieser, Ingram Hartinger, Alois Hergouth, Rose Nager, Peter Rosei und Peter Waterhouse.
Der in Graz geborene Regisseur Markus Mörth widmet sich in seinem Dokumentarfilm «Die Grazer Gruppe» diesem Kollektiv.